# Typ X
Typ X byla třída oceánských minonosných ponorek německé Kriegsmarine z období druhé světové války. Využívány byly i pro přepravu nákladu. Subarianta XA nebyla postavena, místo ní byla upřednostněna mírně menší XB, které bylo postaveno osm jednotek. Ve službě byly v letech 1941–1945. Šest jich bylo za války potopeno. Jednu ponorku po německé kapitulaci provozovalo Japonsko. Jedná se o největší německé ponorky z období druhé světové války.

## Stavba
Německá loděnice Germaniawerft v Kielu postavila celkem osm ponorek tohoto typu.
Jednotky typu X:
| Jméno | Loděnice      | Založení kýlu | Spuštění na vodu  | Vstup do služby | Osud |
| ----- | ------------- | ------------- | ----------------- | --------------- | --- |
| U 116 | Germaniawerft | 1939          | 3. května 1941    | červenec 1941   | Dne 15. října 1942 potopena z neznámého důvodu.                                                                                     |
| U 117 | Germaniawerft | 1939          | 26. července 1941 | říjen 1941      | Dne 7. srpna 1943 severozápadně od Azor potopena letouny z eskortní letadlové lodě USS Card (CVE-11).                               |
| U 118 | Germaniawerft | 1940          | 23. září 1941     | prosinec 1941   | Dne 12. června 1943 jihozápadně od Azor potopena letouny z eskortní letadlové lodě USS Bogue (CVE-9).                               |
| U 119 | Germaniawerft | 1940          | 6. ledna 1942     | duben 1942      | Dne 24. června 1943 severozápadně od španělského pobřeží potopena britskou šalupou HMS Starling (U66).                              |
| U 219 | Germaniawerft | 1941          | 6. října 1942     | prosinec 1942   | Dne 6. května 1945 v Jakartě převzata japonským námořnictvem jako I-505. Přečkala válku, potopena Brity v únoru 1946                |
| U 220 | Germaniawerft | 1941          | 16. ledna 1943    | březen 1943     | Dne 28. října 1943 potopena v severozápadním Atlantiku potopena letouny z eskortní letadlové lodě USS Block Island (CVE-21).        |
| U 233 | Germaniawerft | 1941          | 8. května 1943    | září 1943       | Dne 5. července 1944 potopena jihovýchodně od Halifaxu americkými eskortnámi torpédoborci USS Baker (DE-190) a USS Thomas (DE-102). |
| U 234 | Germaniawerft | 1941          | 23. prosince 1943 | březen 1944     | V květnu 1945 se vzdala USA, po válce USA získána v rámci reparací, testována a roku 1947 potopena jako cvičný cíl.                 |

## Konstrukce

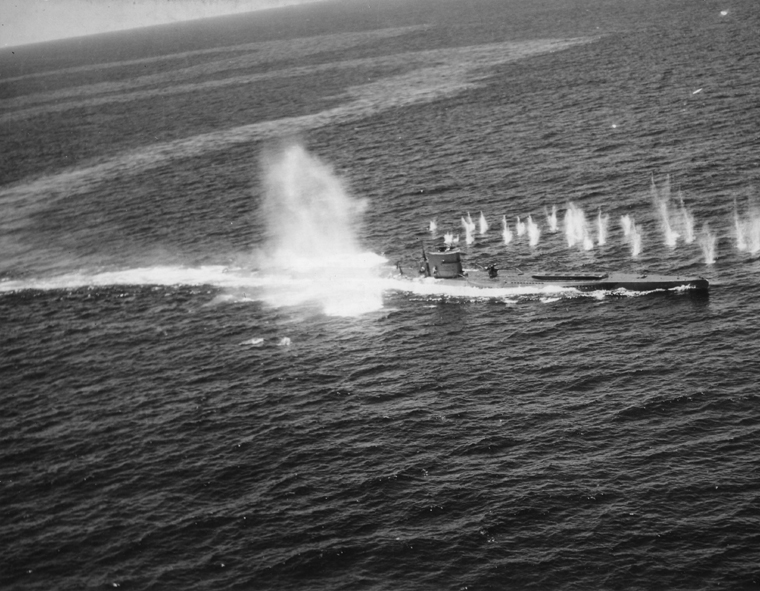
U 118 napadená letadlem

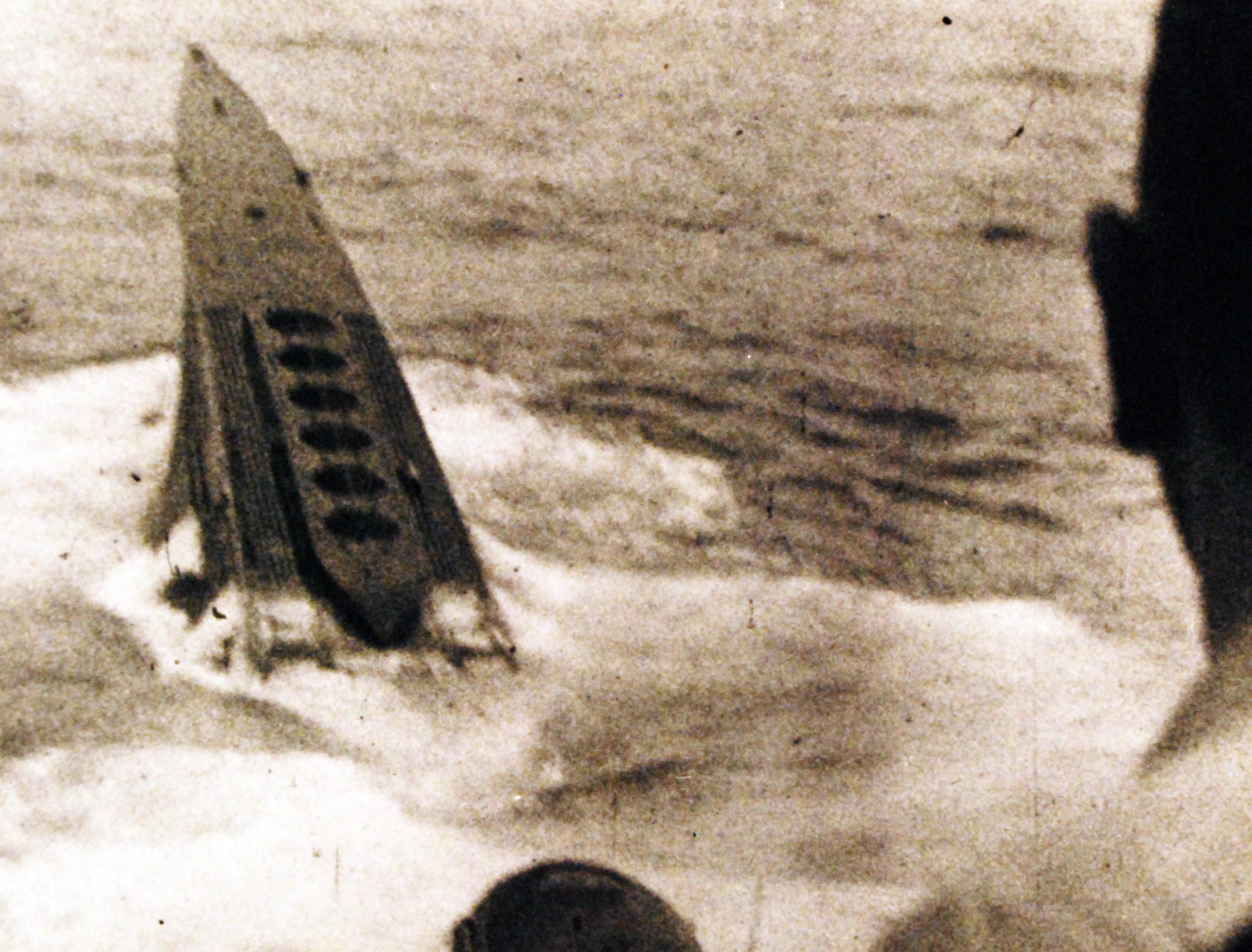
U 233 byla taranována a potopena americkým eskortním torpédoborcem USS Thomas (DE-102)

Ponorky měly dvoutrupou koncepci. Výzbroj tvořily dva 533mm torpédomety se zásobou 16 torpéd. Zvláštností bylo, že oba torpédomety se nacházely na zádi. Dále ponorky unesly až 66 námořních min. Vypouštěny byly ze tří skupin šachet. Na přídi bylo umístěno šest šachet, každá s kapacitou tří min a na bocích trupu po dvanácti šachtách, z nichž každá pojmula dvě miny. Šachty mohly sloužit i pro uložení jiného nákladu. Hlavňovou výzbroj představoval jeden 105mm kanón, jeden 37mm kanón a jeden 20mm kanón. Pohonný systém tvořily dva diesely Germania o výkonu 4200 bhp a dva elektromotory o výkonu 1100 shp, pohánějící dva lodní šrouby. Nejvyšší rychlost dosahovala 16,4 uzlu na hladině a 7 uzlů pod hladinou. Dosah byl 18 450 námořních mil při rychlosti 10 uzlů na hladině a 93 námořních mil při rychlosti 4 uzlů pod hladinou. Operační hloubka ponoru dosahovala 100 metrů.

### Modifikace
Poslední dva čluny měly posílenou protiletadlovou výzbroj, tvořenou jedním 37mm kanónem a dvěma 20mm dvoukanóny. Naopak nenesly 105mm kanón.